# Programul Mercury

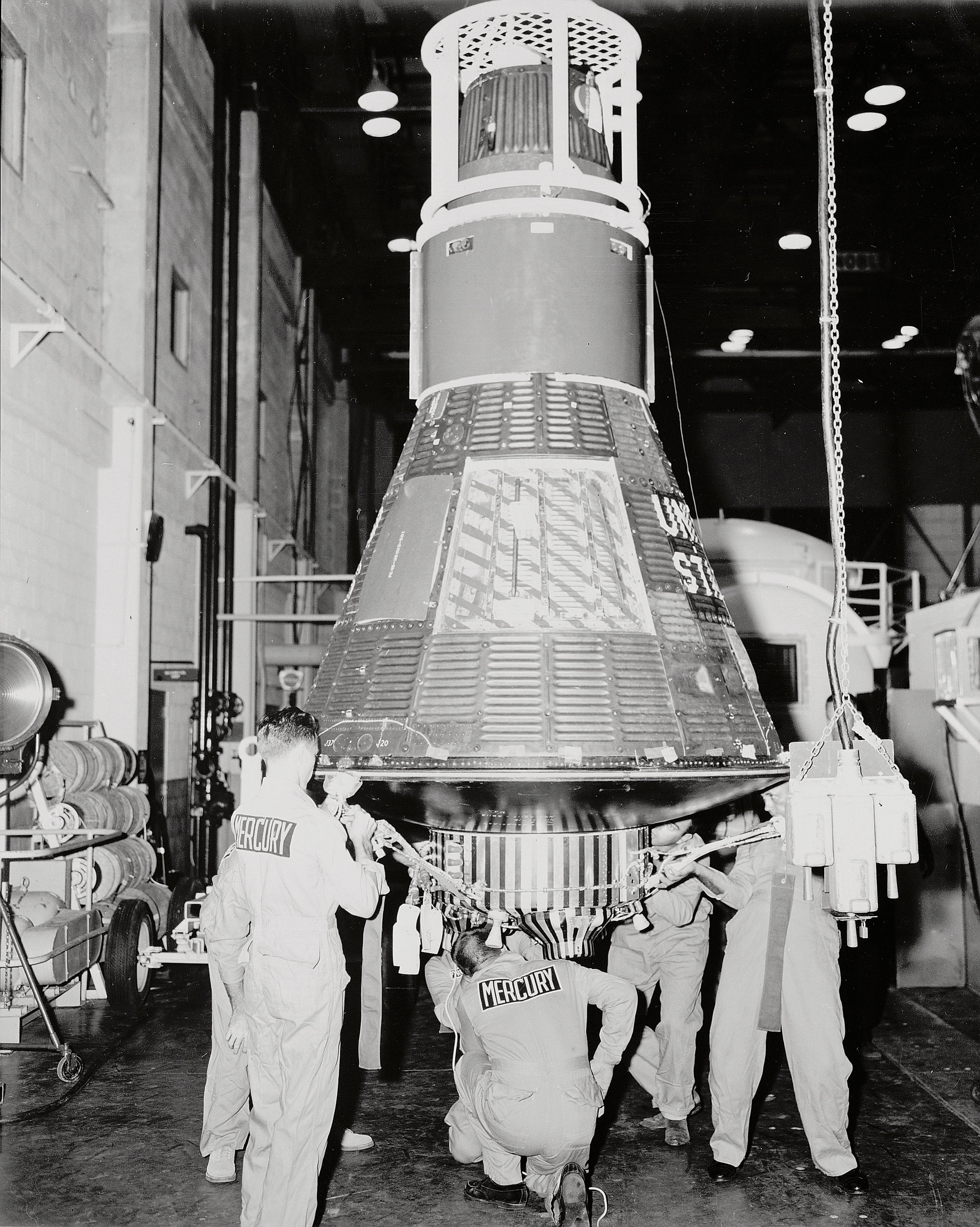
Capsula spațială Mercury 8 în Hangarul S de la Cape Canaveral

Programul Mercury a fost primul program spațial al NASA.

## Istoric
Scopul acestui program era să trimită un om pe orbită. A debutat cu lansări fără om la bord și cu animale. La doar 20 de zile după misiunea Vostok 1, capsula Mercury cu Alan Shepard la bord, a pornit într-un zbor suborbital de 16 minute. Apoi, la o săptămâna , capsula Liberty Bell 7 cu Virgil Ivan Grissom la bord, a pornit într-un zbor suborbital. La amerizare, capsula s-a scufundat dar astronautul a fost recuperat cu succes. Tot în 1961, John Glenn a plecat într-un zbor orbital în misiunea Friendship 7. A mai urmat un zbor de 3 orbite, Aurora 7, unul de 6 orbite, Sigma 7 și unul de 36 de ore, ultimul zbor spațial american cu o singură persoană la bord, Faith 7. Erau planificate și alte zboruri, ca Freedom 7 II. 
Programul Mercury a costat 384 mil. $ și s-a încheiat în 1963. Au participat 7 astronauți: Alan Shepard, Gus Grissom, John Glenn, Scott Carpenter, Wally Schirra, Gordon Cooper, supranumiți „The Mercury Seven”.

## Vehicule
Capsula Mercury avea doar 1,7 m3 în interior, fiind cea mai mică navă spațială americană. Au fost folosite 2 rachete : PGM-11 Redstone (suborbitală) și SM-65 Atlas (orbitală)